# Казали (Фрозиноне)
Казали је насеље у Италији у округу Фрозиноне, региону Лацио.
Према процени из 2011. у насељу је живело 209 становника. Насеље се налази на надморској висини од 315 м.